# ان‌جی‌سی ۶۹۰۵
ان‌جی‌سی ۶۹۰۵ (انگلیسی: NGC 6905) یک سحابی سیاره ای در صورت فلکی دلفین است که در سال ۱۷۸۴ توسط ویلیام هرشل کشف شد.